# Großer Preis von Salzburg 1969

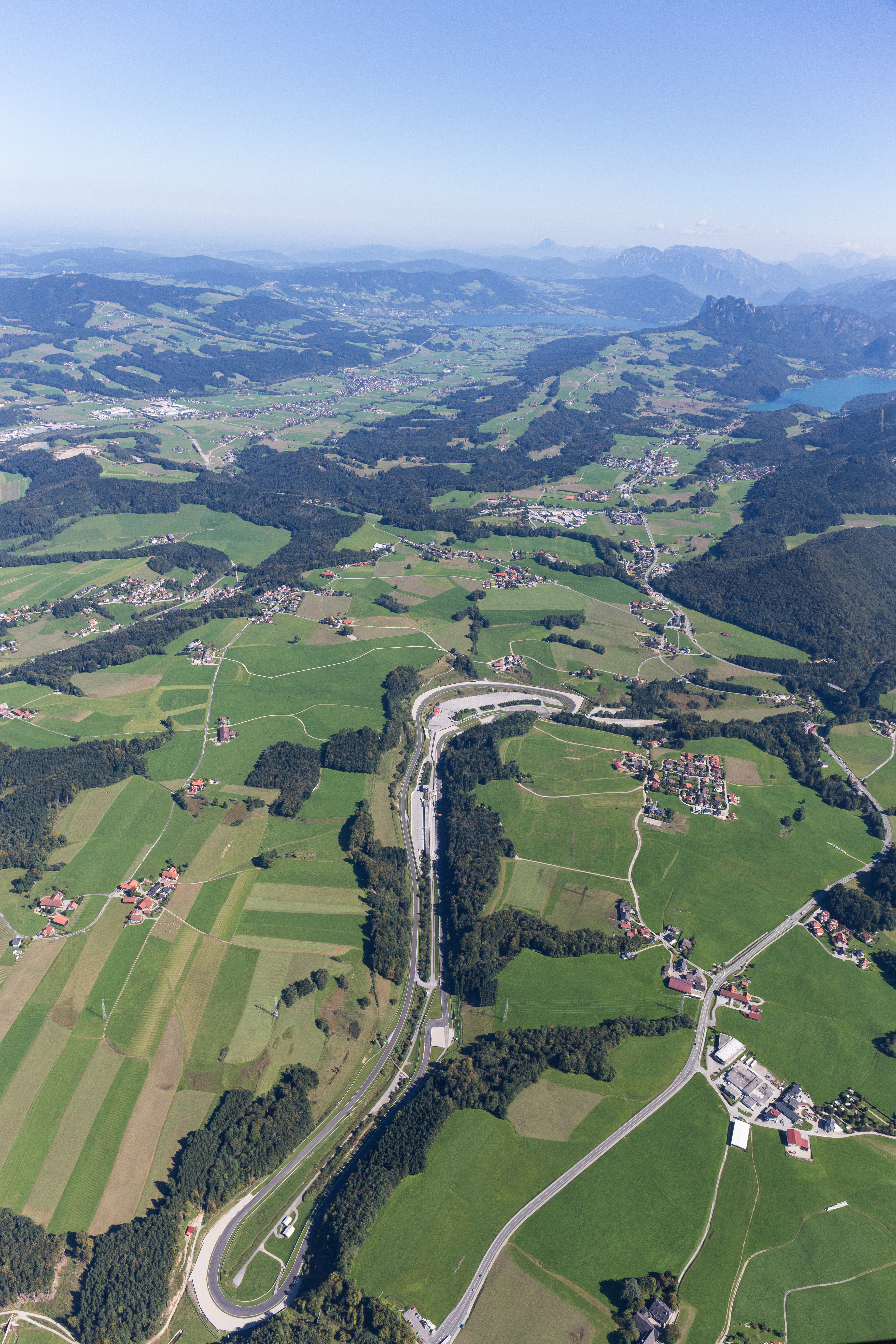
Luftaufnahme des Salzburgrings

Der Große Preis von Salzburg 1969, auch 1. Int. Preis von Salzburg, Salzburgring, fand am 21. September auf dem Salzburgring statt. Das Rennen zählte zu keiner Rennserie.

## Das Rennen
Am 20. und 21. September 1969 wurde der in Plainfeld, 12 Kilometer östlich von Salzburg, angelegte Salzburgring mit einer Motorsportveranstaltung eröffnet. 20.000 Zuschauer waren vor Ort, als der damalige Salzburger Landeshauptmann Hans Lechner das Eröffnungsband durchschnitt und die erste Runde um die neue Rennstrecke fuhr. Begleitet wurde der Regierungswagen von einem Mercedes-Benz C 111 mit dem Mercedes-Entwicklungsingenieur Fritz Naumann am Steuer.
An zwei Tagen fanden Motorrad- und Automobilrennen statt. Höhepunkt war der für Prototypen ausgeschriebene Große Preis von Salzburg, für den unter anderem die Werksmannschaft von Porsche einen 908 Spyder für Kurt Ahrens nach Salzburg brachte. Ahrens gewann das über 30 Runden gehende Rennen, nachdem der zu Beginn führende Dieter Quester nach einem Schalthebelbruch an seinem Lola T70 ausgefallen war. Zwischen dem ÖASC-Obmann Willy Löwinger und dem drittplatzierten Masten Gregory kam es vor dem Rennstart zu einer unschönen Szene. Löwinger erkannte den Le-Mans-Sieger von 1995 nicht und wollte ihn nicht ins Fahrerlager lassen. Die Auseinandersetzung endete in einer Rauferei, die erst von hinzueilenden Funktionären beendet werden konnte.

## Ergebnisse

### Schlussklassement
| 1               | P 3.0    | 32 | Porsche KG                    | Kurt Ahrens         | Porsche 908 Spyder  | 30 |
| 2               | S + 2.0  | 20 | Grand Bahama Racing Car Comp. | David Piper         | Lola T70 Mk.3B GT   | 30 |
| 3               | P 3.0    | 33 | Sportscars Broström           | Masten Gregory      | Porsche 908 Spyder  | 30 |
| 4               | SR 2.0   | 35 | Abarth & Co.                  | Johannes Ortner     | Fiat-Abarth 2000 SP | 30 |
| 5               | S 2.0    | 1  | Team Radio Veronica           | Ed Swart            | Abarth 2000 S       | 29 |
| 6               | S 2.0    | 14 | Bosch Racing Team             | Otto Stuppacher     | Porsche 910         | 29 |
| 7               | S 2.0    | 17 | Sportscars Broström           | Richard Broström    | Porsche 910         | 29 |
| 8               | S 2.0    | 11 | VSA-München                   | Ernst Kraus         | Porsche 910         |    |
| 9               | P 2.0    | 25 | Helmut Krause                 | Helmut Krause       | Porsche 907         |    |
| 10              | S 2.0    | 25 | Hans Bohlmeier                | Hans Bohlmeier      | Porsche 910         |    |
| Ausgefallen     |          |    |                               |                     |                     |    |
| 11              | S 2.0    | 5  | Charles Graeminger            | Charles Graeminger  | Chevron B8 GT       |    |
| 12              | S 2.0    | 15 | Bosch Racing Team             | Kurt Rieder         | Porsche 906         |    |
| 13              | S 2.0    | 16 | Valvoline Racing Team         | Horst Mundschitz    | Lotus 47            |    |
| 14              | P 2.0    | 28 | Hans-Peter Nyffeler           | Hans-Peter Nyffeler | Chevron             |    |
| 15              | P 2.0    | 29 | Squadra Humoristica           | Alex Aebersold      | Ginetta G12         |    |
| 16              | S 2.0    | 2  | Bill Bradley                  | Peter Westbury      | Porsche 910         |    |
| 17              | S 2.0    | 3  | Sepp Greger                   | Sepp Greger         | Porsche 910         |    |
| 18              | S 2.0    | 4  | Abarth & Co.                  | Arturo Merzario     | Fiat-Abarth 2000 S  |    |
| 19              | P 2.0    | 26 | Valvoline RAR Team            | Siegfried Pust      | Porsche 906         |    |
| 20              | P 3.0    | 30 | Serenauto Formigine           | Jonathan Williams   | Serenissima Sport   |    |
| 21              | SR + 2.0 | 37 | Sidney Taylor                 | Dieter Quester      | Lola T70 Mk.3B      |    |
| Nicht gestartet |          |    |                               |                     |                     |    |
| 22              | S 2.0    | 6  | Scuderia Brescia Corse        | Ennio Bonomelli     | Porsche 910         | 1  |
| 23              | SR + 2.0 | 38 | Abarth & Co.                  | Arturo Merzario     | Fiat-Abarth 3000SP  | 2  |

1 nicht gestartet
2 nicht gestartet

### Nur in der Meldeliste
Hier finden sich Teams, Fahrer und Fahrzeuge, die ursprünglich für das Rennen gemeldet waren, aber aus den unterschiedlichsten Gründen daran nicht teilnahmen.
| Pos. | Klasse  | Nr. | Team                       | Fahrer           | Chassis            |
| ---- | ------- | --- | -------------------------- | ---------------- | ------------------ |
| 24   | S 2.0   | 7   | Asahi P. Racing Team       | Helmut Leuze     | Abarth 2000 S      |
| 25   | S 2.0   | 10  | Antonio Zadra              | Antonio Zadra    | Alfa Romeo T33/2   |
| 26   | S + 2.0 | 21  | Jim Beech                  | Jim Beech        | Lola T70 Mk.3      |
| 27   | S + 2.0 | 22  | Development Moreurs Morand | Gérard Pillon    | Lola T70 Mk.3B GT  |
| 28   | P 2.0   | 27  | Gianni Lado                | Gianni Lado      | Abarth 2000 Cuneo  |
| 29   | P 3.0   | 31  | Porsche KG                 | Rudi Lins        | Porsche 908 Spyder |
| 30   | SR 2.0  | 36  | Stefan Dimitroff           | Stefan Dimitroff | Lotus 23B          |

### Klassensieger
| Klasse   | Fahrer                  | Fahrzeug            | Platzierung im Gesamtklassement |
| -------- | ----------------------- | ------------------- | ------------------------------- |
| SR + 2.0 | kein Teilnehmer im Ziel |                     |                                 |
| SR 2.0   | Johannes Ortner         | Fiat-Abarth 2000 SP | Rang 4                          |
| S + 2.0  | David Piper             | Lola T70 Mk.3B GT   | Rang 2                          |
| S 2.0    | Ed Swart                | Abarth 2000 S       | Rang 5                          |
| P 3.0    | Kurt Ahrens             | Porsche 908 Spyder  | Gesamtsieg                      |
| P 2.0    | Helmut Krause           | Porsche 907         | Rang 9                          |

### Renndaten
- Gemeldet: 30
- Gestartet: 21
- Gewertet: 10
- Rennklassen: 6
- Zuschauer: 20.000
- Wetter am Renntag: warm und trocken
- Streckenlänge: 4,238 km
- Fahrzeit des Siegerteams: 0:37:48,430 Minuten
- Gesamtrunden des Siegerteams: 30
- Gesamtdistanz des Siegerteams: 127,140 km
- Siegerschnitt: 201,771 km/h
- Pole Position: Kurt Ahrens – Porsche 908 Spyder (#32)
- Schnellste Rennrunde: Kurt Ahrens – Porsche 908 Spyder (#32) – 1:14,210 = 205,615 km/h
- Rennserie: zählte zu keiner Rennserie